# Fritz von Below
Fritz Wilhelm Theodor Karl von Below (ur. 23 września 1853 w Gdańsku, zm. 23 listopada 1918 w Weimarze) – pruski generał służący w Armii Cesarstwa Niemieckiego podczas trwania I wojny światowej. 

## Życiorys
Dowodził 8 armią niemiecką (stacjonującą w Prusach Wschodnich) w latach 1914–1916, po tym jak z funkcji dowódcy 8 Armii zrezygnował Paul von Hindenburg. W czasie Bitwy nad Sommą, był dowódcą 2 armii niemieckiej na froncie zachodnim.
Fritz von Below jest kawalerem medalu Pour le Mérite, który otrzymał 16 grudnia 1915 roku za zasługi dla armii niemieckiej na froncie wschodnim. 11 sierpnia 1916 roku został nagrodzony Liśćmi Dębu orderu Pour le Mérite. Był także jednym z sygnatariuszy rozejmu wojennego z Compiègne.
Jego kuzynem był Otto von Below, również dowódca niemiecki podczas I wojny światowej.

## Odznaczenia[2]
- Pour le Mérite z liśćmi dębu[1]
- Order Orła Czerwonego II kl. z gwiazdą i liśćmi dębu
- Order Królewski Korony I kl.
- Krzyż za Długoletnią Służbę
- Krzyż Honorowy I klasy Orderu Hohenzollernów ordynku książęcego
- Order Bertholda I III kl. (Wielkie Księstwo Badenii)
- Krzyż Wielki Orderu Domowego i Zasługi Księcia Piotra Fryderyka Ludwika (Wielkie Księstwo Oldenburga)
- Krzyż Wielki Orderu Alberta (Królestwo Saksonii)
- Order Domowy Schaumburg-Lippe (Schaumburg-Lippe)
- Krzyż Wielki Orderu Korony (Królestwo Belgii)
- Krzyż Wielki Orderu Świętego Aleksandra (Carstwo Bułgarii)
- Wielki Komandor Orderu Zbawiciela (Królestwo Grecji)
- Kawaler Krzyża Wielkiego Królewskiego Orderu Wiktoriańskiego (Wielka Brytania)
- Wielka Wstęga Orderu Świętego Skarbu (Japonia)
- Komandor Orderu Świętych Maurycego i Łazarza (Królestwo Włoch)
- Kawaler Orderu Korony Żelaznej II kl. (Austro-Węgry)
- Order Lwa i Słońca I kl. (Iran)
- Krzyż Wielki Orderu Miecza (Szwecja)
- Krzyż Wielki Krzyża Zasługi Wojskowej (Hiszpania)